# Латышовка (Харьковская область)
Латышовка (укр. Латишівка), село, 
Шляховский сельский совет,
Коломакский район,
Харьковская область.
Код КОАТУУ — 6323281207. Население по переписи 2001 года составляет 31 (15/16 м/ж) человек.

## Географическое положение
Село Латышовка находится на расстоянии в 2 км от пгт Коломак и села Кисовка.
Рядом с селом проходит автомобильная дорога Т-2117.

## История
- 1825 — дата основания.